# 襄城郡 (治方城县)
襄城郡，中国南北朝时设置的郡。
北魏魏孝文帝太和二十二年（498年）改北襄城郡设置襄城郡，治所在赭阳城（后来升为方城县，今河南方城县东六里）。辖境相当今河南省方城县、社旗县东部及泌阳县北部地区，属荆州。下辖方城县、郏城县、伏城县、舞阴县、清水县、郑县、翼阳县、北平县、赭城县。西魏改襄城郡为襄邑郡。